# FK Dynamo Kiev
FK Dynamo Kiev (ukrainska: ФК Дина́мо Ки́їв) är en fotbollsklubb i Kiev i Ukraina. Den grundades 1927.
Dynamo Kiev är en av Östeuropas storklubbar med många sovjetiska och ukrainska mästerskap på meritlistan. Dynamo Kiev dominerade under 1990-talet den ukrainska ligan och har fått fram många landslagsmän. Som alla andra Dynamoklubbar i det forna Sovjetunionen har den sitt ursprung som en av säkerhetstjänsten KGBs:s klubbar.

## Historia

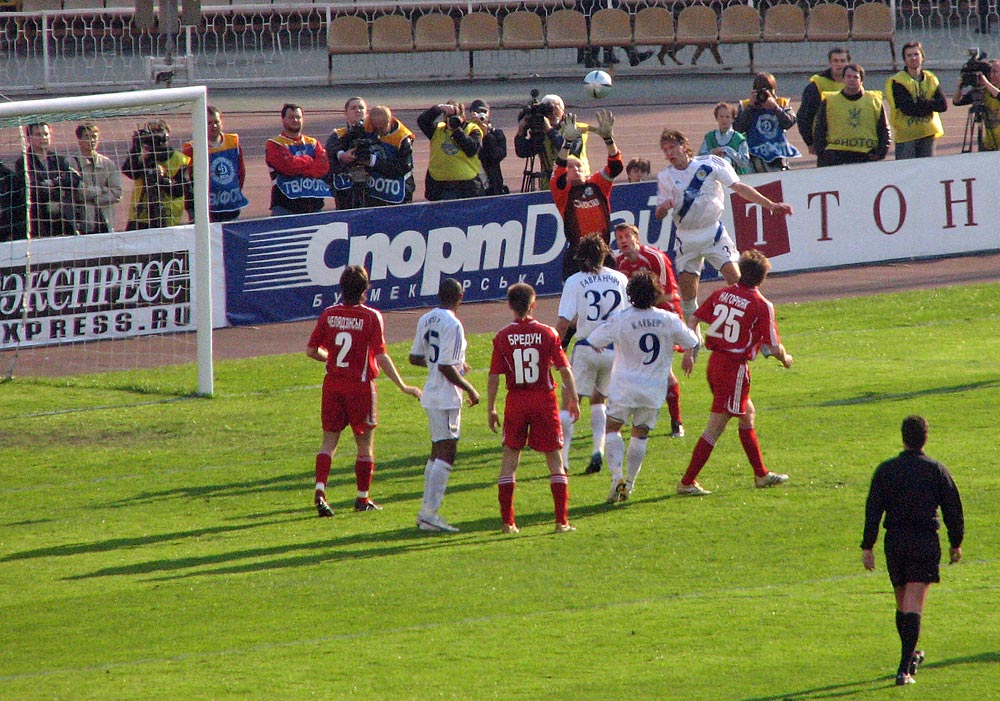
Dynamo Kiev och FC Metalurh Zaporizjzja i den Ukrainska cupfinalen i Kiev 2 maj 2006.

Dynamo Kiev grundades 1927. Det har sedan 1950-talet tillhört de stora lagen i Östeuropa och har dominerat den ukrainska fotbollen. Dynamo Kiev var ett statsunderstött lag som under tiden Ukraina var en del av Sovjetunionen sågs rent av som ett "ukrainskt landslag". De ukrainska ledarna ville visa vilka som var bäst och satsade resurser för att Dynamo Kiev skulle slå de ryska lagen i dåtidens sovjetiska mästerskap. 
Under 1970-talet inleddes en storhetstid under Valerij Lobanovskij som inte bara innebar framgångar på hemmaplan utan även historiska segrar i Europa. 1975 vann Dynamo Kiev Cupvinnarcupen och UEFA Super Cup. Den stora stjärnan var anfallaren Oleg Blokhin som samma år valdes till Europas bästa fotbollsspelare. 
Framgångar fortsatte under 1980-talet med en ny seger i Cupvinnarcupen 1986. Dynamo Kiev var under sin storhetstid en viktig del i Sovjetunionens landslag då man utgjorde stommen av det och dessutom var tränaren Valerij Lobanovskij förbundskapten i olika omgångar. 
Under 1990-talet skapade Sovjetunionens sönderfall nya förutsättningar för fotbollen. Dynamo Kiev blev nu det självständiga Ukrainas storlag och kunde dominera den inhemska fotbollen än mer. Under slutet av 1990-talet återkom Valerij Lobanovskij som tränare och ledde laget framgångsrikt i Uefa Champions League där man bland annat nådde semifinal 1999. Klubben har fått fram flera storstjärnor men efter några år har dessa gått vidare till storklubbar i Västeuropa. En av klubbens största stjärnor har varit Andrij Sjevtjenko.

## Hemmaarenor
Dynamo Kievs gamla arena Lobanovskyj-Dynamo-stadion byggdes 1934. Arenan tar 16 873 åskådare och har även varit hemmaplan för den tidigare lokalkonkurrenten FK Arsenal Kiev. Dynamo Kievs spelade tidigare sina hemmamatcher i den ukrainska ligan och ukrainska cupen, samt mindre matcher i de europeiska turneringarna spelas på arenan.
Större Champions League- och Europa Leaguematcher spelades på det stora nationalstadion, Kievs olympiastadion som tar 70 050 åskådare. Då den här arenan genomgick en större renovering inför EM 2012 kunde Dynamo i åren 2007–2011 inte spela sina matcher på olympiastadion. Sedan 2012 spelas alla Dynamo Kievs hemmamatcher på Kievs olympiastadion.

## Placering tidigare säsonger

### Premjer-liha(sedan 2008)
| Säsong  | Nivå | Liga         | Placering | Referens | Notering                           |
| ------- | ---- | ------------ | --------- | -------- | ---------------------------------- |
| 2008/09 | 1    | Premjer-liha | 1         | [ 2 ]    |                                    |
| 2009/10 | 1    | Premjer-liha | 2         | [ 3 ]    |                                    |
| 2010/11 | 1    | Premjer-liha | 2         | [ 4 ]    |                                    |
| 2011/12 | 1    | Premjer-liha | 2         | [ 5 ]    |                                    |
| 2012/13 | 1    | Premjer-liha | 2         | [ 6 ]    |                                    |
| 2013/14 | 1    | Premjer-liha | 2         | [ 7 ]    |                                    |
| 2014/15 | 1    | Premjer-liha | 1         | [ 8 ]    |                                    |
| 2015/16 | 1    | Premjer-liha | 1         | [ 9 ]    |                                    |
| 2016/17 | 1    | Premjer-liha | 2         | [ 10 ]   |                                    |
| 2017/18 | 1    | Premjer-liha | 2         | [ 11 ]   |                                    |
| 2018/19 | 1    | Premjer-liha | 2         | [ 12 ]   |                                    |
| 2019/20 | 1    | Premjer-liha | 2         | [ 13 ]   |                                    |
| 2020/21 | 1    | Premjer-liha | 1         | [ 14 ]   |                                    |
| 2021/22 | 1    | Premjer-liha | x         | [ 15 ]   | Rysslands invasion av Ukraina 2022 |
| 2022/23 | 1    | Premjer-liha | 4         | [ 16 ]   |                                    |
| 2023/24 | 1    | Premjer-liha | 2         | [ 17 ]   |                                    |
| 2024/25 | 1    | Premjer-liha | 1         | [ 18 ]   |                                    |

## Meriter
- Sovjetiska mästare: 13 (1961, 1966, 1967, 1968, 1971, 1974, 1975, 1977, 1980, 1981, 1985, 1986, 1990)
- Ukrainska mästare: 17 (1992–93, 1993–94, 1994–95, 1995–96, 1996–97, 1997–98, 1998–99, 1999–2000, 2000–01, 2002–03, 2003–04, 2006–07, 2008–09, 2014–15, 2015–16, 2020–21, 2024/25)
- Sovjetiska cupen: 9 (1954, 1964, 1966, 1974, 1978, 1982, 1985, 1987, 1990)
- Ukrainska cupen: 11 (1992–93, 1995–96, 1997–98, 1998–99, 1999–2000, 2002–03, 2004–05, 2005–06, 2006–07, 2013–14, 2014–15)
- Cupvinnarcupen: 2 (1975, 1986)[1]
- Supercupen: 1 (1975)[1]

## Spelare

### Spelartruppen
| Nr | Land      | Pos | Namn                   |
| -- | --------- | --- | ---------------------- |
| 1  | Ukraina   | MV  | Heorhij Buschan        |
| 4  | Ukraina   | F   | Denys Popov            |
| 5  | Ukraina   | MF  | Serhij Sydortjuk       |
| 6  | Ghana     | MF  | Mohammed Kadiri        |
| 7  | Slovenien | MF  | Benjamin Verbič        |
| 8  | Ukraina   | MF  | Volodymyr Sjepeljev    |
| 9  | Spanien   | A   | Fran Sol               |
| 10 | Ukraina   | MF  | Mykola Sjaparenko      |
| 11 | Ukraina   | MF  | Heorhij Tsitaisjvili   |
| 14 | Uruguay   | MF  | Carlos de Pena         |
| 15 | Ukraina   | MF  | Viktor Tsyhankov       |
| 16 | Ukraina   | F   | Vitalij Mykolenko      |
| 18 | Ukraina   | MF  | Oleksandr Andrijevskij |
| 19 | Ukraina   | F   | Illya Zabarnyi         |
| 20 | Ukraina   | MF  | Oleksandr Karavajev    |
| 22 | Luxemburg | MF  | Gerson Rodrigues       |

| Nr | Land     | Pos | Namn               |
| -- | -------- | --- | ------------------ |
| 23 | Kroatien | F   | Josip Pivarić      |
| 26 | Ukraina  | F   | Mykyta Burda       |
| 29 | Ukraina  | MF  | Vitalij Bujalskij  |
| 30 | Ukraina  | F   | Artjom Sjabanov    |
| 31 | Ukraina  | MV  | Vladyslav Kutjeruk |
| 33 | Belgien  | A   | Ibrahim Kargbo Jr. |
| 34 | Ukraina  | F   | Oleksandr Syrota   |
| 35 | Ukraina  | MV  | Ruslan Neshcheret  |
| 41 | Ukraina  | A   | Artjom Besjedin    |
| 70 | Ukraina  | A   | Nazarij Rusyn      |
| 71 | Ukraina  | MV  | Denys Bojko        |
| 77 | Nigeria  | MF  | Benito             |
| 94 | Polen    | F   | Tomasz Kędziora    |
| 99 | Danmark  | MF  | Mikkel Duelund     |
| —  | Belarus  | MF  | Nikita Korzun      |

### Profiler genom tiderna
Kända spelare i Dynamo Kiev:
- Oleh Blochin
- Andrij Sjevtjenko
- Igor Belanov
- Florin Cernat
- Māris Verpakovskis
- Maxim Shatskikh
- Roman Jeremenko
- Oleksandr Sjovkovskyj
- Oleg Salenko
- Sergej Juran